# Dasyuris hedylepta
Dasyuris hedylepta là một loài bướm đêm trong họ Geometridae.